# Paysage au disque
Paysage au disque est une peinture réalisée par Robert Delaunay en 1906. Cette huile sur toile est un paysage qui représente le disque solaire avec des plantes au premier plan. Elle est conservée au musée national d'Art moderne, à Paris. Au dos se trouve un autoportrait du jeune artiste.